# Сражение за базу огневой поддержки «Бёрт»
Сражение за базу огневой поддержки «Бёрт» (также известно как «Новогоднее сражение 1968») — сражение между силами США и Национального фронта освобождения Южного Вьетнама, произошедшее 1—2 января 1968 года в ходе войны во Вьетнаме.

## База огневой поддержки Burt
В конце 1967 — начале 1968 года американская 25-я пехотная дивизия проводила операцию «Йеллоустоун» в провинции Тэйнинь возле камбоджийской границы. В рамках этой операции накануне нового 1968 года в 40 милях северо-восточнее города Тэйнинь была создана база огневой поддержки «Бёрт» (англ. Burt).
В Южном Вьетнаме американские войска создавали базы огневой поддержки (англ. Fire Support Base, FSB) во время операций в удалённых районах страны. Эти базы, известные также как огневые базы (англ. firebase), предназначались для размещения артиллерии, которая поддерживала действия наземных сил в прилегающей местности. Базы были хорошо защищены, однако являлись излюбленной целью партизан НФОЮВ и солдат северовьетнамской армии.

## Боевой состав

### США
На базе огневой поддержки «Бёрт» по состоянию на 2 января 1968 года находились две батареи 105-мм и одна батарея 155-мм орудий. Охрану базы осуществляли два пехотных батальона.
3-я бригада 25-й пехотной дивизии
- 2-й батальон 22-го пехотного полка (механизированный)
- 3-й батальон 22-го пехотного полка
- 2-й батальон 77-го артиллерийского полка (батареи A и C)
- 3-й батальон 13-го артиллерийского полка (батарея A)

### НФОЮВ
В атаке на базу участвовали четыре батальона Основных сил НФОЮВ.
9-я дивизия
- 271-й полк
- 272-й полк

## Сражение
Вечером 1 января 1968 года база «Бёрт» подверглась миномётному обстрелу. Наземная атака началась за несколько минут до полуночи с 1 на 2 января 1968 года, когда истекал срок традиционного новогоднего перемирия. Силы НФОЮВ нанесли отвлекающий удар в северо-западной части периметра базы, за которым последовал основной удар на юго-востоке, где периметр обороняла рота C 3-го батальона 22-го пехотного полка. Кроме того, второстепенный удар был нанесён по северной части периметра.
Силы НФОЮВ действовали традиционной для крупных атак «людской волной», что увеличивало их потери от снарядов-«ульев», которыми вели огонь прямой наводкой американские артиллеристы. Американская авиация обеспечивала освещение поля боя и наносила бомбовые удары по атакующим, в том числе напалмом. Активно применялись вертолёты огневой поддержки. Непосредственно в ходе сражения производились доставка вертолётами и распределение боеприпасов. К 6 часам утра сражение в основном завершилось; силы НФОЮВ понесли тяжёлые потери и отступили, не сумев пробить брешь в оборонительном периметре базы.

По оценке американского генерал-майора артиллерии Дэвида Отта, 
Успешная интеграция пехотной, артиллерийской и воздушной мощи спасла базу огневой поддержки «Бёрт». Битва при Суои-Кат является типичным примером многих подобных сражений, произошедших во время войны во Вьетнаме. Она представляет хорошо скоординированные позиционную оборону и огневую поддержку.

## Потери

### США
Согласно официальным данным, в сражении при Суои-Кат погибли 23 и получили ранения 153 американских военнослужащих, что может считаться достаточно большими потерями. Однако в поимённом списке погибших содержится только 20 фамилий. Вероятно, это более точная цифра, так как в официальных донесениях о бое, составляемых «по горячим следам» событий, по разным причинам часто присутствуют неточности в цифрах потерь.
Штаб и штабная рота 2-го батальона 22-го пехотного полка
- Рядовой 1-го класса Хьюстон Клиффорд Бокс-младший (Box; 22, Сакраменто, Калифорния)

Рота C 2-го батальона 22-го пехотного полка
- Специалист 4-го класса Томас Бернарди (Bernardy; 19, Киллин, Техас)
- Рядовой 1-го класса Джек Уэйн Миллер (Miller; 20, Фонтейн-Сити, Индиана)
- Рядовой 1-го класса Вилли Петти-младший (Petty; 20, Чикаго, Иллинойс)

Штаб и штабная рота 3-го батальона 22-го пехотного полка
- Рядовой 1-го класса Оделл Стоукс-младший (Stokes; 20, Ньютон, Северная Каролина)

Рота A 3-го батальон 22-го пехотного полка
- Специалист 4-го класса Эннис Юджин Кроу (Crow; 20, Ловингтон, Нью-Мексико)
- Специалист 4-го класса Джеймс Уильям Маккэффри (McCaffrey; 20, Фармингдэйл, Нью-Мексико)
- Капрал Эйбл Крум Строуд III (Stroud; 21, Ля-Гранж, Северная Каролина)
- Рядовой 1-го класса Сэмюэль Ривера-Фернандес (Rivera-Fernandez; 19, Кагуас, Пуэрто-Рико)

Рота C 3-го батальона 22-го пехотного полка
- 2-й лейтенант Джон Уэсли Беккетт (Beckett; 21, Альбукерке, Нью-Мексико)
- Стафф-сержант Фред Клинтон Дубоуз III (Dubose; 23, Бирмингем, Алабама)
- Сержант Роберт Юджин Боумен (Bowman; 20, Уодсуорт, Огайо)
- Сержант Кеннет Брэкстон Карпентер (Carpenter; 23, Буневилль, Массачусетс)
- Специалист 4-го класса Элдон Гарамилло (Garamillo; 23, Овертон, Небраска)
- Специалист 4-го класса Дэвид Рональд Смит (Smith; 26, Коламбус, Огайо)
- Капрал Альтон Ламотт Уоткинс-младший (Watkins; 23, Хайеттсвилль, Мэриленд)
- Капрал Бобби Джо Уинклер (Winkler; 24, Маршалл, Миссури)
- Рядовой 1-го класса Ронни Эдсель Бэллард (Ballard; 20, Уорм-Спрингс, Аризона)
- Рядовой 1-го класса Ральф Ли Роттер (Rotter; 23, Льюистон, Айдахо)
- Рядовой 1-го класса Виктор Дэвид Томчик (Tomczyk; 22, Дорчестер, Висконсин)

### НФОЮВ
Согласно официальному американскому «подсчёту тел», в ходе сражения погиб как минимум 350—400 солдат НФОЮВ (крайне тяжёлые потери для боя, длившегося несколько часов). Как и для всех сражений Вьетнамской войны, точную цифру потерь партизан назвать не представляется возможным, поскольку американские офицеры нередко завышали результаты «подсчёта тел», в то время как партизаны при любой возможности старались унести тела погибших товарищей с поля боя; кроме того, нет никаких данных о количестве партизан, умерших от ранений.

## Отражение в искусстве

### В кино
- Финальная битва в фильме Оливера Стоуна «Взвод» базируется на сражениях за базы «Голд» и «Бёрт»[4][5].